# 24 Minutes en ballon
24 Minutes en ballon est un récit de Jules Verne publié dans le Journal d'Amiens - L’Écho de la Somme le 8 août 1890.

## Histoire
Il s'agit du récit par Jules Verne de son unique ascension en ballon, effectuée avec Eugène Godard à bord du Météore le 28 septembre 1873.  
Jules Verne avait consacré toute l'année à l'écriture de L'Île mystérieuse, lorsque son ami, Théodore Jeunet, directeur du Journal d'Amiens, lui commanda ce récit. C'est sous la forme d'une longue lettre que l'auteur des Voyages extraordinaires s'en acquitte. 
La lettre est publiée dans le Journal d'Amiens puis reprise avec quelques modifications sous la forme d'une brochure intitulée Vingt-quatre Minutes en ballon la même année.

## Réédition
Le texte a été republié en 1978 à la suite de Sans dessus dessous chez 10/18, puis dans le volume Un voyage en ballon avec À propos du Géant et Un drame dans les airs en 2001 aux éditions du Centre International Jules Verne, avec une préface de Volker Dehs.